# لی میونگ وو
لی میونگ وو (کره‌ای: 이명우) کارگردان تلویزیونی اهل کره جنوبی است که به خاطر آثارش در شبکه اس‌بی‌اس، مخمصه (۲۰۱۴–۲۰۱۵)، کشیش بی‌اعصاب (۲۰۱۹) و فروشگاه ست بیول (۲۰۲۰) شناخته می‌شود. در سال ۲۰۲۱، او کمپانی تولیدی خود را با نام د استودیو ام تأسیس کرد.

## فیلم‌شناسی
- زوج بد (اس‌بی‌اس، ۲۰۰۷)
- جا میونگ گو (اس‌بی‌اس، ۲۰۰۹)
- بک دونگ سو دلاور (اس‌بی‌اس، ۲۰۱۱)
- پادشاه مد (اس‌بی‌اس، ۲۰۱۲) - کارگردان
- اتاق دو زن (اس‌بی‌اس، ۲۰۱۳–۲۰۱۴) - کارگردان
- همگی محاصره شده‌اید (اس‌بی‌اس، ۲۰۱۴) - کارگردان
- مخمصه (اس‌بی‌اس، ۲۰۱۴–۲۰۱۵) - کارگردان
- زمزمه (اس‌بی‌اس، ۲۰۱۷) - کارگردان
- کشیش بی‌اعصاب (اس‌بی‌اس، ۲۰۱۹) - کارگردان
- فروشگاه ست بیول (اس‌بی‌اس، ۲۰۲۰) - کارگردان
- یک روز معمولی (کوپانگ پلی، ۲۰۲۱) - کارگردان[۲]

## جوایز و نامزدی‌ها
- فستیوال درامای بین‌المللی در توکیو ۲۰۱۹: جایزه ویژه برای درام خارجی (کشیش بی‌اعصاب)[۳]
- چهل و ششمین جوایز سخن‌پراکنی کره ۲۰۱۹: بهترین درام تلویزیونی با طول متوسط (کشیش بی‌اعصاب)[۴]
- چهاردهمین جوایز بین‌المللی درامای سئول ۲۰۱۹: جایزه درام برتر هالیو (کشیش بی‌اعصاب)[۵]
- 2015 Korean Broadcasting Critic's Association Critic's Circle Awards: بهترین درام تلویزیونی (مخمصه)[۶]
- کلاب سخن‌پراکنی یوئیدو سال ۲۰۱۵: جایزه پی‌دی (مخمصه)[۷]
- چهل و دومین جوایز سخن‌پراکنی کره ۲۰۱۵: بهترین درام تلویزیونی (مخمصه)[۸]